# 武家屋敷

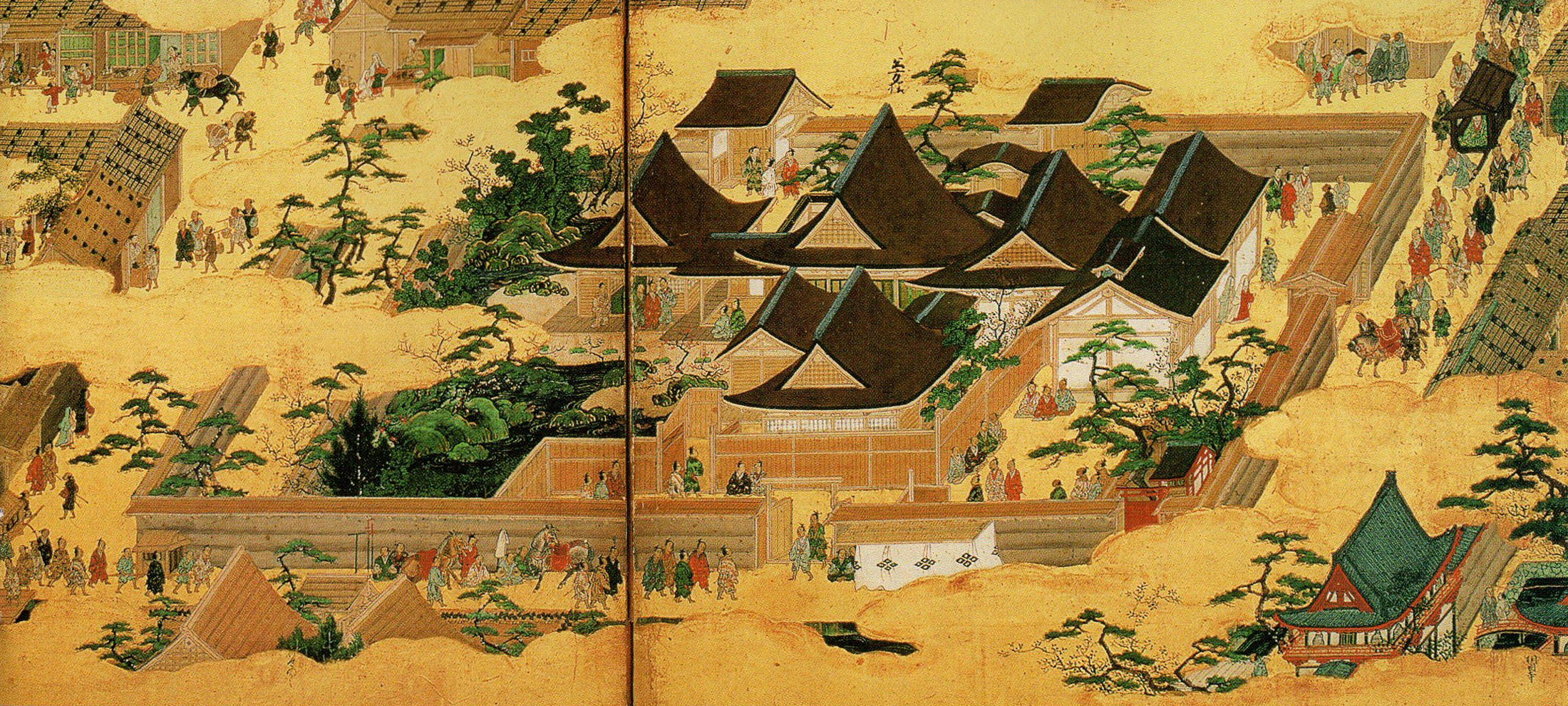
『洛中洛外図』に描かれた花の御所

武家屋敷（ぶけやしき）は、武家が居住した生垣や塀、門等に囲まれた屋敷。なお、「武家住宅」という概念もあり、これは本来は「武家社会各層の住宅を包括する概念」とされる。近世の城下町では、上級武士が城郭から近い中堀内に生垣や塀で囲まれた屋敷（武家屋敷）を構え、足軽等の下級武士の住居はその外周に配された足軽長屋等に居住していた。

## 概要

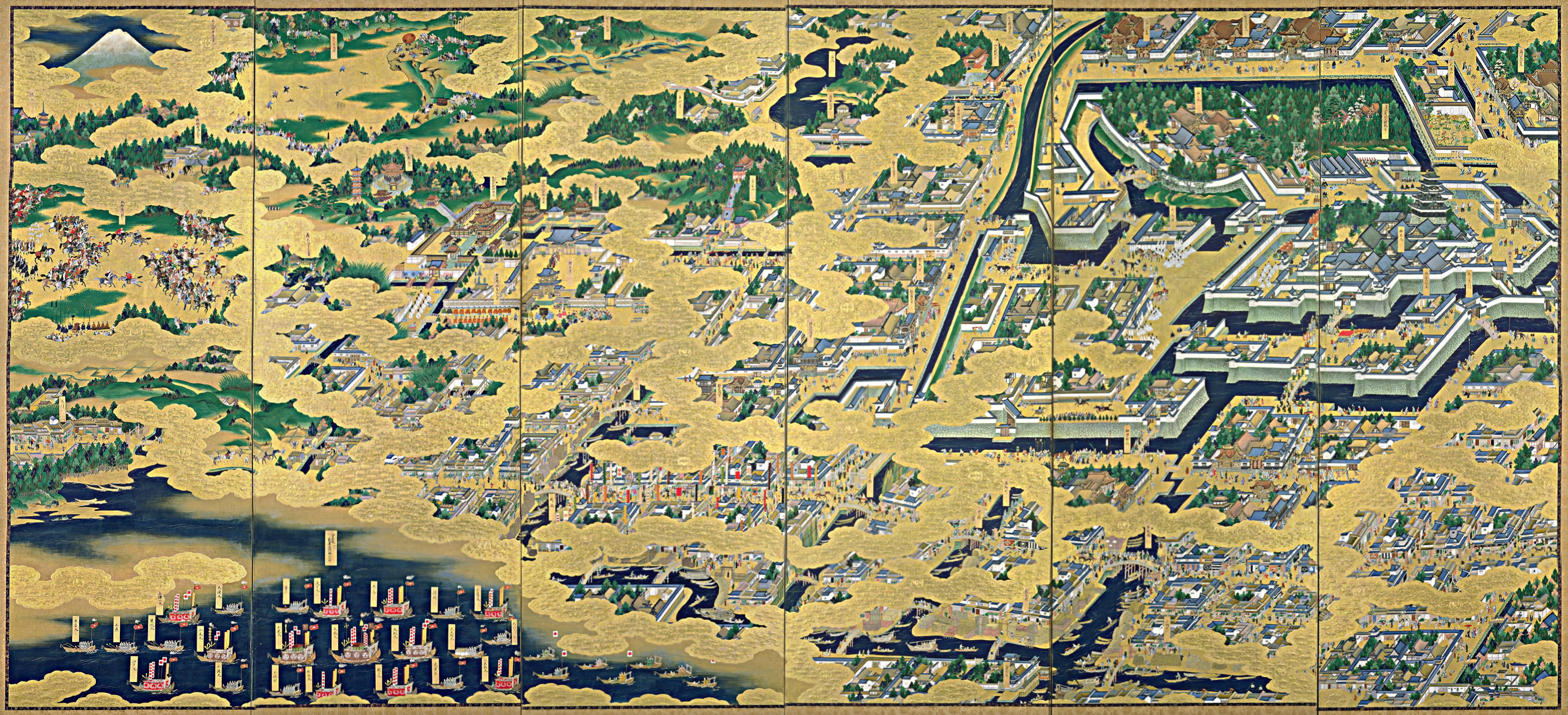
江戸初期の武家屋敷が数多く描かれる江戸図屏風

日本建築史の研究では、第二次世界大戦前まで、古代、中世、中世末から近世に区分し、それぞれ寝殿造、武家造（主殿造）、書院造に対応させる考え方が通説となっていた。戦後、太田博太郎が『図説日本住宅史』において、中世の住宅様式を一つとせず、古代の寝殿造と近世の書院造や大書院造を対極に捉えて中世をその過渡的段階と主張し、昭和30年代にはこの考え方が大勢を占めるようになった。
平安時代の貴族社会で生まれた「寝殿造」は、鎌倉時代以降になると武士の生活スタイルに合わせたものとなり、特に接客儀礼の必要性に対応するとともに、禅宗建築の影響を受けて「書院造」という独自の様式に発展した。この中世に発生し近世初期に完成した「書院造」の発展過程の中で、「武家造」あるいは「主殿造」と呼ばれる中世の武家住宅の形式が出現した。
室町時代には会所や対面所といった建築に象徴される独自の様式を持つようにった。安土桃山時代になると書院造は上段・下段の空間構成や障壁画を始めとする絢爛な装飾を備え、権力者の権勢を示す荘厳で格式の高いものとなった。なお、床の間といった書院造の要素の一部は江戸時代になると武士や上層農民などの住宅にも取り入れられ、明治以降は民家にも普及するようになった。
明治維新後、諸大名の上屋敷は江戸幕府から与えられたもの（拝領屋敷）であったため、新政府により接収され、殆どが解体され政府の施設などへと姿を変えた。武家個人の所有であった下屋敷は本邸として用いられることもあったが、武家は公家と共に華族へと移行し、また建築の近代化により武家屋敷・公家屋敷といった峻別は意味を成さなくなった。こうして武家屋敷は姿を消していくが、代わりに武士の屋敷（侍屋敷）が武家屋敷と呼ばれるようになり、侍屋敷が多く残る地区（侍町）も武家町や武家屋敷通りなどと呼ばれるようになった。

## 近世の武家屋敷

### 大名屋敷

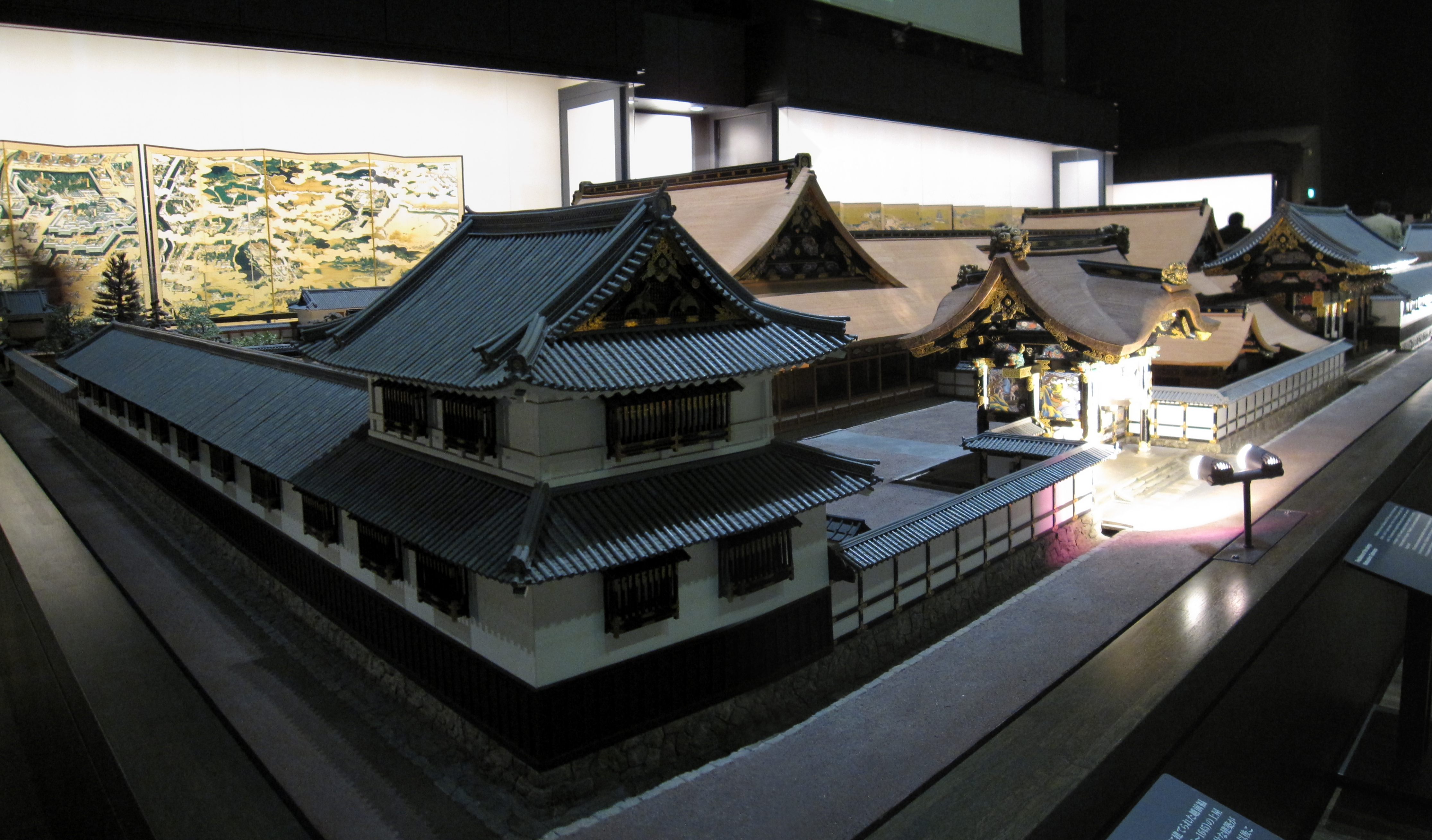
越前福井藩松平忠昌上屋敷（龍ノ口屋敷）再現模型

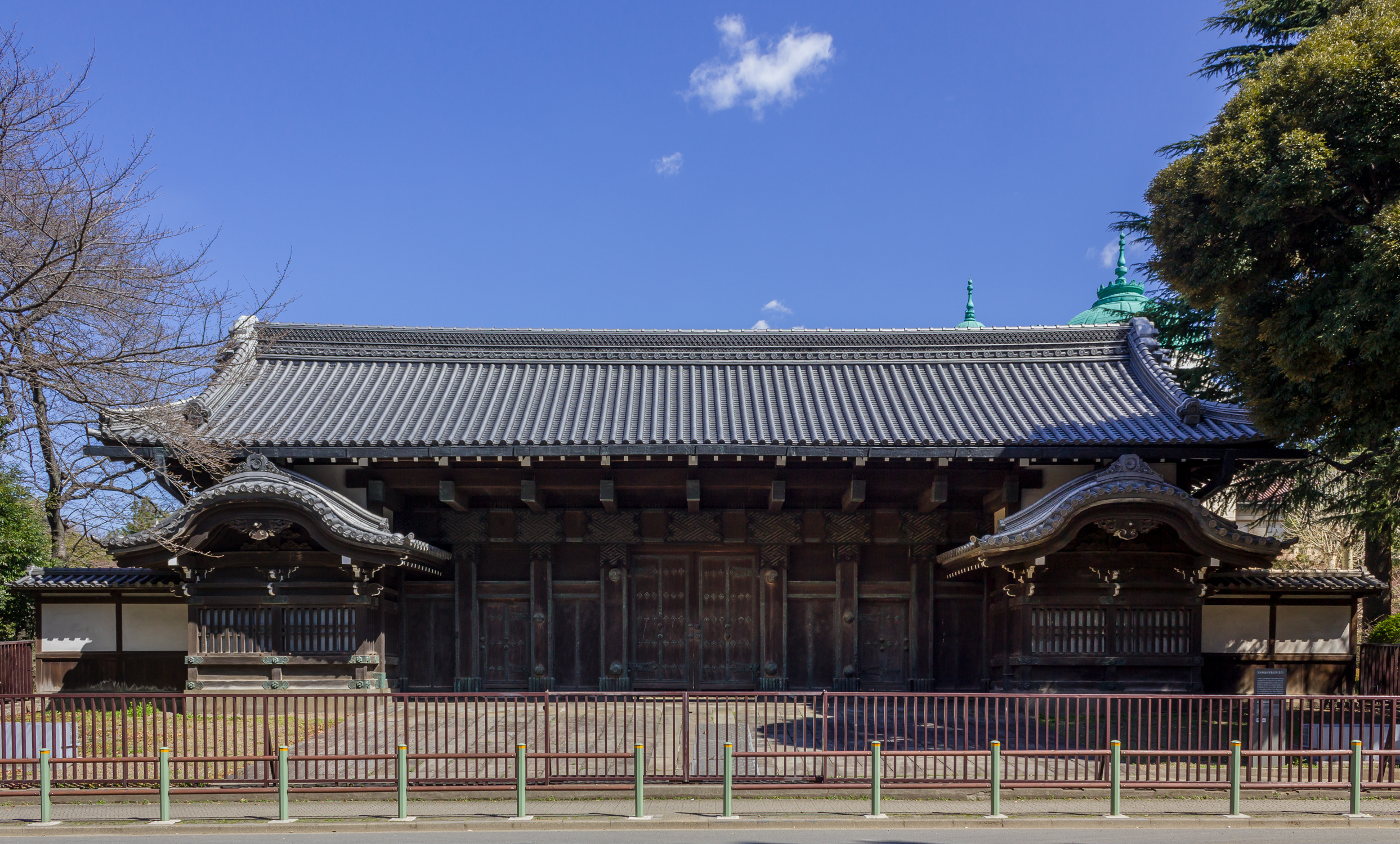
旧因州池田屋敷表門（重要文化財）

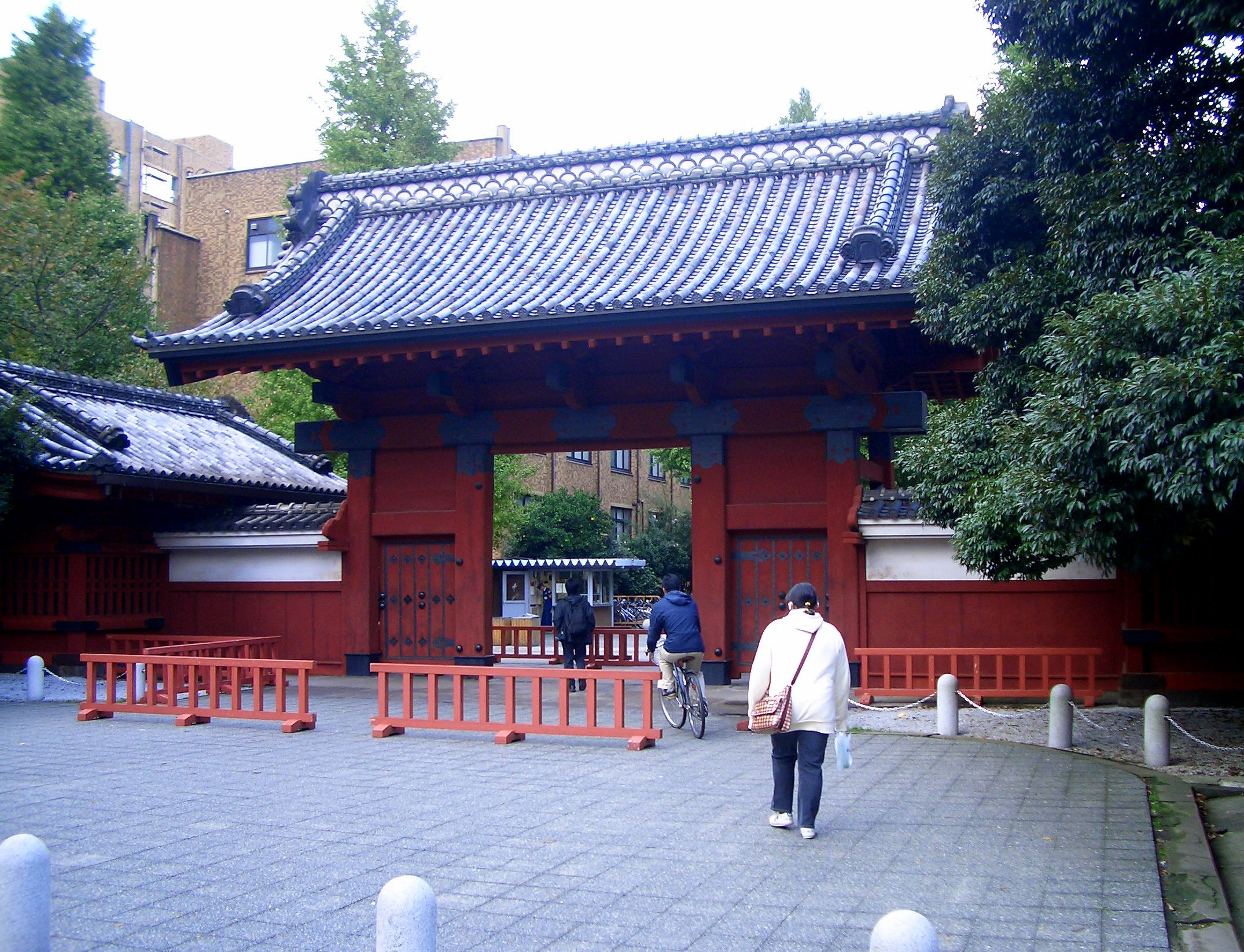
大名屋敷の門
加賀藩上屋敷御守殿門
（東京大学構内、重要文化財）

大名屋敷（だいみょうやしき）は、その大名が仕える主人の屋敷や城の付近や内側に構えた屋敷である。人質を住まわせるための施設や天下普請のための宿舎と工事事務所を意味していることもあった。
各大名はそれぞれの居城の城下町に国許屋敷を設け（城に代わって陣屋を置いた藩もある）、一方で参勤交代の制度のもとで江戸には江戸屋敷を設けた（江戸藩邸も参照）。大名家中にある武家住宅の形式には独立住宅と長屋があり、長屋は国許にも江戸にもあった。
国許屋敷は城下町に置かれた屋敷をいう。近世の城下町では大名等の領主の居城を中心に、城下に家臣や町人が集住したが、「武家地」や「町人地」のような土地の利用区分が設けられた。
一方、江戸に置かれた江戸屋敷は所持の形態により拝領屋敷と抱え屋敷に分けられる。
- 拝領屋敷 - 幕府から拝領した江戸屋敷であり、大半は拝領屋敷であった[6]。
- 抱え屋敷 - 大名が周辺の農民等から土地を買い上げて屋敷に取り込んだものである[6]。

また、多くの大名は江戸屋敷を複数持っており、その機能により、上屋敷、中屋敷、下屋敷、蔵屋敷に分類されるが、これらの種別は一定不変ではなく機能の移行や転換もみられた。一般的には以下のような機能を持っていた。
- 上屋敷（かみやしき） - 藩主が居住する屋敷（居屋敷）であり、その家族や家臣も居住する[6][7]。藩役所も置かれ政務を執る場所でもあった[6][7]。
- 中屋敷（なかやしき） - 上屋敷の焼失時などに臨時に居屋敷とされたり、隠居した元藩主や世子が居住した[6][7]。
- 下屋敷（しもやしき） - 中屋敷の控え（罹災時の避難先）のほか、大名庭園などを設けて別荘としての性格をもつこともあった[6][7]。
- 蔵屋敷（くらやしき） - 主に倉庫や資材置き場として用いられ、沿岸部に置かれることが多かった[7]。

このほか京都に屋敷を設けた藩もある（京屋敷）。また、大坂の堂島などに蔵屋敷を設けた藩もある。

### 旗本屋敷
旗本屋敷（はたもとやしき）は旗本が主君の知行に置いた屋敷を意味するが、狭義では「江戸幕府に仕える直参旗本の屋敷」の意味である。俗に「旗本八万騎」と言われた江戸には故に、多くの旗本屋敷が建ち並び、旗本屋敷街と呼べる区域が形成されていた。これらは個人の所有ではなくあくまで幕府の所有であり、役職や知行の変更などの理由によって、割と頻繁に屋敷替えが行われた。

### 武家町

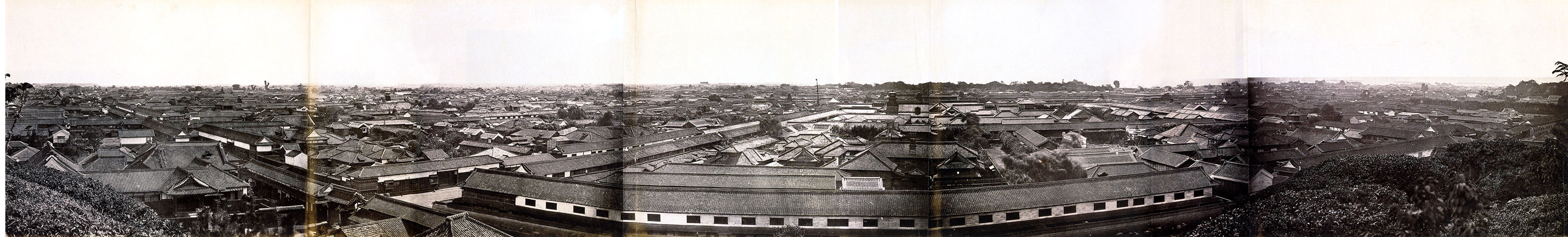
江戸の武家町。幕末に愛宕山から撮影。

武家町は江戸や大坂、京都などに武家屋敷が集中し形成された街並みである。特に江戸には数多くの武家屋敷が設置され、江戸の面積の約50パーセントが武家屋敷で占められていた。明治以降、武家屋敷と共に武家町も消滅したが、現代では侍町を武家町と呼ぶことが多くなっている。

## 侍屋敷

### 侍屋敷の概要
侍屋敷（さむらいやしき）は、武家に属さない中級・下級武士の住まう邸宅のことである。現代では本来の武家屋敷が殆ど消滅していることもあり、むしろ侍屋敷の方が武家屋敷と呼ばれることが多くなっている。ここでは現代における武家屋敷として侍屋敷を扱うが歴史的には武家屋敷と侍屋敷は異なるものであったことに注意が必要である。
侍屋敷は主に城下や陣屋の周囲など主君の居所の周囲に形成され、この集中を侍町と呼ぶ。基本的に主君の居所から近いほど身分の高い人物が住み、遠くなるほどに身分の低い人物が住んだ。特に家老を始めとする重臣は藩主の居所の近隣や城内に住むことも多かった。一方、身分の低い侍は町屋に隣接した場所に住まうこともあり、中には町屋そのものに住む例もあった。また、侍屋敷の更に外側には足軽の屋敷（足軽屋敷、組屋敷）や長屋（足軽長屋、組長屋）が置かれ、これらは防衛上の観点から城下の入口などに集中して建てられることが多かった。
戦国時代までは武士の多くがそれぞれの領地に住んでおり、平時は農業に従事していたので、この時代の侍屋敷は名主屋敷（東日本）や庄屋屋敷（西日本）、或いは代官屋敷などと呼ばれている。近世になり兵農分離が行われると、城下町に侍屋敷が集められ、侍町が形成されるようになった。侍町の多くは城郭の防御を意識して三の丸や外郭内などに計画的に配置され、基本的には城に近いほど身分が高く城から離れるほど身分の低い者の屋敷が建てられていた。こうした侍屋敷はその武士が所有するものではなく仕える主人から与えられるもので、出世や降格などにより地位が変われば屋敷も相応のものに替えられ、主人が転封となればその屋敷は明け渡さなければならなかった。ただし、主に上級の武士は郊外などに個人的に別邸（下屋敷）を構えることもあった。陣屋においては敷地内に小規模な侍屋敷を構えて住まわせることもあった。重臣クラスの侍屋敷では土塀や長屋門、式台を構え、下級のものでも書院造の座敷を設けるなど、格式を示す意匠が施されていた。
また、江戸時代には、上級の社家、医者、忍者なども武士に準じる身分・格式とされ、屋敷の様式も、概ね武士の屋敷に準じるものである。

### 侍町
侍町（さむらいまち）とは、侍屋敷が集まってできた町のことである。城下町や陣屋町の中にあることが多く、城や陣屋に関わる武士が居住した。現在は武家町と呼ばれることもあるが、武家町とは元来は大名や上級旗本の屋敷が集まった地域のことであった。
明治維新により侍屋敷は多くが国有地となり、売却・破却され、また戦災や都市開発により失われた。しかし、侍町の町並みを現在に伝える地域もあり、その一部は重要伝統的建造物群保存地区として選定されている。
- 弘前（青森県）：重要伝統的建造物群保存地区（弘前市仲町）
- 角館（秋田県仙北市）：重要伝統的建造物群保存地区。武家屋敷通り (仙北市)を参照
- 金ケ崎（岩手県）：重要伝統的建造物群保存地区（城内諏訪小路）
- 水沢（岩手県奥州市）
- 佐倉（千葉県）
- 松代（長野県長野市）
- 金沢（石川県）
- 松阪（三重県）
- 篠山（兵庫県丹波篠山市）：重要伝統的建造物群保存地区
- 松江（島根県）：塩見縄手、松江市伝統美観指定地区
- 津和野（島根県）
- 津山（岡山県）
- 高梁（岡山県）
- 萩（山口県）：重要伝統的建造物群保存地区（平安古（ひやこ）地区・堀内地区）
- 岩国（山口県）
- 安芸（高知県）
- 島原（長崎県）
- 杵築（大分県）
- 佐伯（大分県）
- 神代小路（長崎県雲仙市）：重要伝統的建造物群保存地区
- 飫肥（宮崎県日南市）：重要伝統的建造物群保存地区
- 出水麓（鹿児島県出水市）：重要伝統的建造物群保存地区
- 入来麓（鹿児島県川内市）：重要伝統的建造物群保存地区
- 知覧（鹿児島県南九州市）：重要伝統的建造物群保存地区

### その他
平家の落人伝承を持つ徳島県三好市東祖谷（旧東祖谷山村）、長崎県五島市（福江島）にも「武家屋敷」と呼ばれる住まいがある。東祖谷の外観は農家と同じく、五島市は民家の門塀にのみ面影を残す。

### 侍屋敷の関連項目
- 町屋 (商家)
- 陣屋町
- 城下町
- 社家
- 小京都

### 足軽屋敷
武士身分に含まれない（士分を持たない）足軽の住まいは侍屋敷とは呼ばれず、足軽屋敷と呼ばれた。下級の足軽は屋敷ではなく長屋形式の住宅であったため、この長屋は足軽長屋と呼ばれる。現代においては足軽屋敷も武家屋敷と呼ぶことがある。
- 足軽長屋（新潟県新発田市） - 国の重要文化財。名勝清水園内にある。
- 御城番屋敷